# Antero Kivi
Lauri Antero Kivi (Orivesi, Finska, 15. travnja 1904. – Helsinki, Finska, 29. lipnja 1981.) je pokojni finski bacač diska i olimpijski doprvak u Amsterdamu 1928.
U toj disciplini bio je pet puta nacionalni prvak (1925. te razdoblje 1927. – 1930.) dok je dva puta rušio finski rekord.

## Vanjske poveznice
- Sports-reference.com - Antero Kivi  Arhivirana inačica izvorne stranice od 18. listopada 2009. (Wayback Machine)